# Scolomys
A Scolomys az emlősök (Mammalia) osztályának rágcsálók (Rodentia) rendjébe, ezen belül a hörcsögfélék (Cricetidae) családjába tartozó nem.

## Rendszerezés
A nembe az alábbi 2 faj tartozik:
- Scolomys melanops Anthony, 1924 - típusfaj
- Scolomys ucayalensis Pacheco, 1991